# Johannes Mario Simmel
Johannes Mario Simmel (ur. 7 kwietnia 1924, zm. 1 stycznia 2009 w Lucernie) – austriacki pisarz.
Urodził się w Wiedniu, wychowywał się w Austrii i Wielkiej Brytanii. Z wykształcenia był chemikiem, po wojnie pracował jako tłumacz amerykańskich sił okupacyjnych w Austrii, w tym okresie zaczął publikować pierwsze powieści. Od 1950 pracował także jako reporter. Jego najpopularniejsza powieść „Nie zawsze musi być kawior” wydana w 1959 rozeszła się w liczbie 30 milionów egzemplarzy, na jej podstawie powstał także film. Był autorem wielu scenariuszy filmowych, wiele filmów powstało także na bazie jego powieści. Dwa filmy reżyserował Robert Siodmak.
Po polsku ukazały się również inne książki Simmela: „Afera Niny B.”, „W matni”, „Odpowie ci wiatr” i „Tej wiosny skowronek zaśpiewa po raz ostatni”, „Taniec na linie”.